# Gastrolobium cuneatum
Gastrolobium cuneatum là một loài thực vật có hoa trong họ Đậu. Loài này được Henfry miêu tả khoa học đầu tiên năm 1852.